# Carl Bach
Carl Bach, född 31 januari 1863 i Prag i Böhmen, död 2 februari 1945 i Gustav Vasa församling i Stockholm, var en böhmisk cellist. 
Bach var elev vid Prags musikkonservatorium 1876–82 och lärjunge till David Popper. Han var cellist vid Tyska operan i Budapest 1883–84 och i Berns salonger i Stockholm 1885–87 samt anställd i Kungliga Hovkapellet 1887–1902.
Han var från 1904 till sin död gift med Helga Augusta Maria Ström (1858–1927). Makarna ligger begravda på Norra begravningsplatsen i Stockholm.